# Schulschale

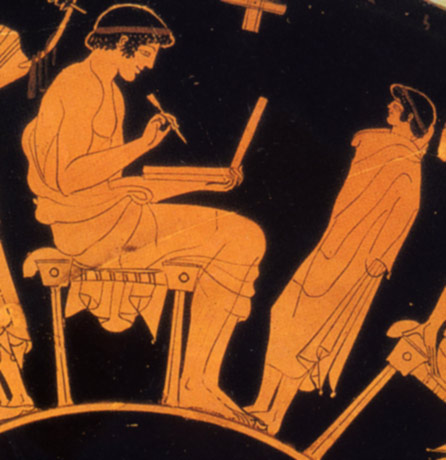
Detail: stehender Schüler vor dem sitzenden Lehrer mit Wachstafel

Als Schulschale wird eine attisch-rotfigurige Trinkschale bezeichnet, die um das Jahr 480 v. Chr. datiert und dem Vasenmaler Duris zugeschrieben wird. Aufgrund des seltenen Motivs mit der Darstellung schulischer Szenen ist die Vase über die Fachkreise hinaus bekannt.
Die Schale wurde im Jahr 1872 für die Antikensammlung Berlin erworben, wo sie heute unter der Inventarnummer F 2285 verwahrt wird. Sie ist 11,5 cm hoch und misst 28,5 cm im Durchmesser.

## Beschreibung
Abgesehen von einem Schüler stehen alle vor ihren auf Hockern sitzenden, meist bärtigen, Lehrern. Auf einer Seite sitzen sich ein Leier spielender Lehrer und sein ebenfalls Leier spielender Schüler gegenüber. Zentral folgt ein Lehrer, der eine Schriftrolle entrollt, vor ihm wohl ein Lesen übender oder Verse rezitierender Schüler. Ganz rechts sitzt, einen Stab in der Hand, ein paidagogós. Bei diesem handelt es sich nicht wie der Name nahelegt um einen Lehrer, sondern um eine Art Betreuer für Kinder. Auf der anderen Außenseite ist ein Doppelaulos spielender junger, bartloser Lehrer, vor ihm sein stehender Schüler dargestellt. Das zentrale Bild auf dieser Seite ist ein weiterer bartloser junger Lehrer, der eine Wachstafel in einer Hand hält und mit der anderen mit einem Griffel zum Schreiben ansetzt. Der vor ihm stehende Schüler lernt demnach offenbar gerade das Schreiben. Rechts folgt ein weiterer nach rechts sitzender paidagogós, der sich zur Leseszene wendet. An den Wänden hängen Schulutensilien wie Musikinstrumente, aber auch Trinkschalen und ein Beutel mit Astragalen. Das Innenbild zeigt einen jungen Athleten beim Anlegen seiner Sandale. Beide Bilder repräsentieren ein verwandtes Bildungsprogramm.
Nach der griechischen Vorstellung der Zeit sollten junge Männer sowohl geistig als auch körperlich gebildet werden. Szenen, die in dieser Weise das Alltagsleben zeigen, sind auf attischen Vasen vergleichsweise selten, andere bekannte Szenen finden sich etwa auf der Erzgießerei-Schale oder der Namenvase des Klinik-Malers. Der Maler Duris zeigt derartige Schulszenen mehrfach, was wohl für ein gewisses Statusdenken spricht. Schule war im Athen dieser Zeit keine staatliche, sondern eine nur private Bildungseinrichtung, die privat finanziert werden musste und somit einen gewissen materiellen Status voraussetzte.